# 굴 파나그
굴 파나그(힌디어: गुल पनाग, 영어: Gul Panag, 1979년 1월 3일 ~ )는 인도의 배우, 모델, 성우, 정치인이다.